# Hlevíček hladký
Hlevíček hladký (Phaeoceros laevis) je druh mechorostu ze skupiny hlevíků.

## Znaky
Hlevíček hladký patří do skupiny hlevíků, jehož stélka je v obrysu okrouhlá, růžicovitá. V průměru má zhruba 2–3 cm je masitá, asi 6–10 buněk a k podkladu pevně přitisknutá. Okraje laloků stélky často zdvižené, nepříliš zařezávané. Na spodní straně vytvořeny průduchy a drobné dutiny (ale nikoliv slizové dutiny). Někdy jsou vytvořeny ventrální hlízky.
Sporofyt: Tobolka je přibližně 1–3 cm dlouhá, jejíž výtrusy jsou žlutozeleně nebo žlutě zabarvené. Velikost výtrusu dosahuje 40µ a jsou bradavčitě papilnaté, avšak nikoliv ostnité.

## Možnost záměny
Tento druh je možno jednoduše zaměnit s vycpálkou okrouhlou (Notothylas orbicularis), která se u nás vyskytuje v oblasti Hrubého Jeseníku, hojněji pak ve Švýcarsku. Liší se velikostí stélky, která může měřit v průměru o 0,5 cm více, než u hlevíčku hladkého.

## Výskyt
Hlevíček hladký je téměř kosmopolitním druhem, vyskytující se od nížin až do výšek 800 m n. m. Nachází se podél cest, v příkopech, na vlhkých polích, úhorech a podél lesních potůčků. Výjimečně jej lze najít ve vyšších horách a v místech, kde je nízká teplota.